# At the Devil's Door
At the Devil's Door  (originalmente titulada Home) es una película de terror estadounidense dirigida por Nicholas McCarthy.  El 9 de marzo de 2014 se estrenó en el festival de South by Southwest.  Está protagonizada por Naya Rivera que interpreta a una mujer capturada en una espiral de eventos sobrenaturales.

## Argumento
Cuando Leigh (Catalina Sandina Moreno), una ambiciosa agente inmobiliaria, tiene que vender una casa encantada, se encuentra con Hannah (Ashley Rickards), una chica que, ella considera, es la hija fugitiva del matrimonio que ha puesto en venta la propiedad, Leigh trata de ayudarla. Esto desembocará en una serie de oscuros eventos en los que se verá envuelta junto con su hermana Vera (Naya Rivera).

## Elenco
- Naya Rivera como Vera.
- Catalina Sandino Moreno como Leigh.
- Ashley Rickards como Hannah.
- Ava Acres como Girl.
- Michael Massee como Tío Mike.
- Wyatt Russell como Sam.
- Nick Eversman como Calvin.
- Tara Buck como Yolanda.
- Bresha Webb como Becky.
- Olivia Crocicchia como Charlene.
- Jennifer Aspen como Lori.
- Daniel Roebuck como Chuck.
- Arshad Aslam como Seth.
- Rob Brownstein como Dr. Daninsky
- Laura Kai Chen como Dr. Kim
- Assaf Cohen como Dr. Aranda
- Kent Faulcon como Davis.
- Kate Flannery como Rosemary.
- Mark Steger como Hombre delgado.
- Kelsey Heller como Joven Lori.

## Producción
Los planes de filmar At Devil's Door fueron anunciados en 2012 bajo el título de Home, poco después de que McCarthy hubiera debutado ese mismo año con la película The Pact. El rodaje concluyó en 2013.

## Recepción
Rotten Tomatoes, el recopilador de reseñas, informa que el 24% de los 17 críticos encuestados calificaron la película con una reseña positiva. La calificación media fue 5.9/10. En la revista Variety, Dennis Harvey no llegó a recomendar la película pero sí destacó algunos aspectos, como las contribuciones de tecnología y diseño.